# Radiazione Terahertz

Fig.1. La radiazione Terahertz si trova all'estremità superiore della fascia a infrarossi, poco prima dell'inizio della banda a microonde.

La radiazione Terahertz detta anche radiazione submillimetrica, raggi T, onde T, T-light, T-lux, THF è una radiazione elettromagnetica. L’Unione internazionale delle telecomunicazioni (UIT) interrompe la classificazione delle frequenze con l'EHF, banda compresa tra 30 GHz e 300 GHz, dato che l'assorbimento atmosferico non permette le telecomunicazioni in intervalli di frequenze più alte.
Il termine radiazione Terahertz è una denominazione relativamente recente per indicare un certo intervallo di frequenze. Il confine tra la radiazione Terahertz e le gamme di radiazioni vicine non è netto e può variare a seconda dei diversi campi di studio. Infatti solo nel 1974 per la prima volta Fleming utilizzò tale termine per indicare quello che fino allora si indicava come lontano infrarosso, abbreviato con l'acronimo FIR.
La lunghezza d'onda della radiazione nella fascia dei Terahertz corrisponde a un intervallo tra 0,3 mm e 0,03 mm (o 30 µm).

## Storia
Tale radiazione è nota dalla fine del '800, molti famosi ricercatori tra cui Lord Rayleigh e J C Bose diedero importanti contributi già alla fine del '800. Ma è apparso subito chiaro che l'assorbimento della atmosfera poneva grosso limiti all'uso in telecomunicazioni che incominciavano a essere utilizzate in quegli anni. La legge di Planck fu ricavata grazie alle misure fatte nel 1901. La ricerca per circa 50 anni in questo campo rimase limitata a un numero limitato di ricercatori. Solo nel 1947 vennero sviluppati nuovi rivelatori molto sensibili: le celle di Golay.
Nel 1960 venne misurata direttamente l'energy gap (banda proibita) dei superconduttori prevista dalla Teoria BCS. Nel 1970 si cominciò a capire che l'analisi spettroscopica in questo intervallo di frequenze permetteva la conoscenza della composizione del mezzo interstellare, ad esempio del CO nella Nebulosa di Orione. La ricerca in astronomia a partire da quegli anni ha avuto un enorme sviluppo. Nel 1974 comincia la ricerca spaziale sistematica con il Kuiper Airborne Observatory, cioè mediante aerei ad alta quota, tale ricerca viene sostituita nel 1983 con il primo satellite, IRAS, dedicato a tutto lo spettro infrarosso. L'interesse in astronomia in questo campo dallo spazio fa parte della ricerca attuale come descritto nel seguito.
Tra il 1960 e il 1980 si hanno le principali innovazioni tecnologiche sia come rivelatori bolometrici (semiconduttori, piroelettrici e superconduttori), sia come sorgenti (vedi dopo). Ma forse, la più importante innovazione tecnologica di quegli anni è stata la costruzione di strumenti in grado di fare la spettroscopia in trasformata di Fourier. Tale tecnica si è dimostrata molto adatta per studiare le proprietà ottiche di solidi, liquidi e gas. La limitazione iniziale era la mancanza di computer sufficientemente veloci per eseguire l'analisi in breve tempo. Attualmente l'analisi grazie allo sviluppo dei computer viene fatta quasi in tempo reale, ed è ancora la tecnica più utilizzata per frequenze superiori a 2 THz, a frequenze inferiori la spettroscopia nel dominio del tempo risulta più adatta e fornisce maggiori informazioni.
Vi è da aggiungere che questo intervallo di frequenze ha assunto grande importanza in fisica dell'atmosfera, biologia, fisica del plasma, chimica, controllo non distruttivo. Ma in particolare ha assunto una grande importanza nella sicurezza, in questi ultimi anni, in quanto molte droghe ed esplosivi hanno delle proprietà spettroscopiche peculiari in questo intervallo di frequenze.

## Introduzione

Fig.2. Trasmissione allo zenit sulla sommità del vulcano Mauna Kea alle Hawaii. È uno dei luoghi della Terra con la minore umidità dell'aria.

La figura a fianco mostra le righe di assorbimento dell'aria a frequenze comprese tra 1 THz e 3 THz sulla sommità del vulcano Mauna Kea alle Hawaii, anche se è un luogo con bassissima umidità, tuttavia sono ben visibili le righe di assorbimento dovute essenzialmente al vapore d'acqua. Questa figura mostra la difficoltà di trasmettere tale radiazione nell'aria, ma anche la sua importanza nello studio della atmosfera.
Le onde elettromagnetiche con frequenze attorno al terahertz occupano la porzione dello spettro tra l'infrarosso e le microonde, una regione finora poco utilizzata. Anche se si tratta di onde molto interessanti che possiedono caratteristiche di entrambe le bande adiacenti. Attorno a 300 GHz molti materiali quali plastiche, carte, tessuti, ecc. hanno un basso assorbimento per cui queste frequenze possono essere usate con successo per identificare oggetti nascosti, ma a frequenze superiori a 1 THz la maggior parte dei materiali elencati diventano molto assorbenti. Ad esempio spessori di carta di 1 mm possono attenuare la radiazione di molti ordini di grandezza. Per avere una idea a 8 THz 10 cm di aria attenuano la radiazione di un fattore 100. Tuttavia i semiconduttori di elevata purezza e alcune plastiche come il polietilene sono abbastanza trasparenti in tutto questo intervallo di frequenze. Vi è da aggiungere che la radiazione al THz avendo una lunghezza d'onda inferiore al mm, può essere usata per creare immagini di oggetti con buona risoluzione: la risoluzione dipende dalla lunghezza d'onda. Le microonde avendo lunghezze d'onda dell'ordine di grandezza dei cm creano immagini a più bassa risoluzione. Si tenga comunque presente che la radiazione Terahertz ha una limitata penetrazione attraverso la nebbia e le nuvole, e non può penetrare nell'acqua o nei metalli.
Per capire l'importanza di questa radiazione va considerata la relazione tra temperatura e frequenza descritta dalla legge di Planck:
{\displaystyle h\nu =k_{B}T}
dove {\displaystyle h\ } è la costante di Planck, {\displaystyle k_{B}\ }la costante di Boltzmann.
La radianza di un corpo nero, secondo la legge di Planck, ha un chiaro massimo, abbastanza stretto, per la frequenza
{\displaystyle \nu _{max}\approx {\frac {2.82k_{B}T}{h}}}
Da questa relazione si ricava che la frequenza che corrisponde alla temperatura di 1 THz è 17 K, mentre a 10 THz corrispondono 170 K.
Questa è una particolare regione dello spettro elettromagnetico. Infatti l'energie che corrispondono a tali frequenze (temperature) sono quelle tipiche di molte bande fononiche, dei livelli energetici dei droganti nei semiconduttori e molti livelli energetici rotazionali nei gas. Quindi queste frequenze permettono di studiare molti fenomeni connessi con tali livelli energetici.

## Sorgenti
L'elenco delle possibili sorgenti non inganni; in realtà, la difficoltà in questa parte dello spettro, di avere sorgenti intense, ha originato molte alternative. Poiché nel campo delle microonde è facile trovare sorgenti che producono potenze di centinaia di watt, nel campo dei THz avere sorgenti con potenze dell'ordine del mW è una rarità, e parecchie delle sorgenti descritte in seguito producono pochi nW. Anche nell'infrarosso è facile avere potenze di centinaia di watt. Per questa ragione questa banda di frequenze elettromagnetiche viene identificata come TeraHertz gap.

### Sorgenti termiche
Un qualsiasi corpo a una temperatura T emette radiazione secondo la legge di Planck. Da tale legge si ricava che nella potenza totale emessa da un corpo ideale caldo, ad esempio a 1500 °K, lo {\displaystyle 0,02\ \%} è costituita da radiazione tra 1 THz e 5 THz, la gran parte della radiazione essendo principalmente infrarossa, mentre la parte visibile è anch'essa trascurabile. All'aumentare della temperatura la potenza totale di emissione aumenta con la quarta potenza della temperatura, e diventa principalmente luce visibile solo a circa 5000 K, ma la potenza emessa nell'intervallo di frequenze del THz cresce solo in maniera lineare, e quindi percentualmente diventa molto minore rispetto al resto.
Le più economiche e semplici sorgenti al THz sono quindi i globar, cioè dei cilindri di carburo di silicio o altri materiali refrattari, che possono essere portati a temperatura molto elevata in aria (difficilmente la loro temperatura è maggiore di 1700 °K). Sono sorgenti puntiformi ideali.
Temperature più elevate, e quindi potenze emesse maggiori, si ottengono con sorgenti al plasma contenute in recipienti di quarzo fuso. La temperatura del plasma può essere facilmente di molte migliaia di kelvin, ma in questo caso l'emissione non è proprio quella di un corpo nero, infatti l'involucro di quarzo fuso assorbe le frequenze superiori a 2 THz e quindi si porta a una temperatura di circa un migliaio di kelvin. Quindi l'involucro si comporta come una sorgente più fredda, ma più estesa rispetto al plasma centrale. Inoltre nella scarica dei plasma è presente una componente ultravioletta che può essere un problema per gli effetti secondari.

### Laser
Laser a gas
Anche, se attualmente poco usati, molti gas sono stati usati nel passato per produrre fasci collimati relativamente intensi. Allo scopo di avere tali sorgenti sono eccitati dei gradi di libertà vibrazionali e vengono sfruttate le transizioni tra livelli rotazionali che hanno frequenze caratteristiche nel THz. L'energia di eccitazione può essere elettrica o si usano dei laser infrarossi come pompe (in genere laser ad anidride carbonica ). Il gas utilizzato come elemento attivo determina la frequenza e l'elenco dei gas utilizzati è molto grande, ad esempio sono stati usati acqua, acido formico, ammoniaca, difluorometano, metanolo. Variando la pressione dei gas si riesce a variare la frequenza e quindi si riesce a coprire gran parte dello spettro al THz.
Laser a stato solido
Lo sviluppo dei laser a stato solido ha permesso di utilizzare anche nel THz tali materiali. Il materiale usato è stato inizialmente il germanio con drogaggio p la cui frequenza è accordabile tra 1 e 4 THz utilizzando intensi campi magnetici. Sono stati sviluppati anche laser al silicio che sfruttano i livelli di transizione di accettori come il gallio.
Laser a cascata quantica
I laser a cascata quantica (QCL) sono una sorgente di radiazione THz molto promettente. In realtà tali dispositivi sono stati inizialmente sviluppati per generare radiazione nel medio infrarosso
e otto anni dopo nel THz. I laser a QCL utilizzano solo il salto quantico degli elettroni tra livelli quantizzati creati artificialmente mediante una crescita controllata a livello atomico di strati di semiconduttori diversi. Un solo elettrone in questo processo genera molti fotoni. Ma le dimensioni fisiche di questi laser sono di un ordine di grandezza inferiore alla lunghezza d'onda tipica, quindi il fascio laser prodotto è molto divergente e questo rappresenta un problema nel loro uso.
Ma vi sono tecniche per rendere i fasci focalizzati Inoltre per avere una potenza ragionevole è necessario che questi dispositivi funzionino a temperature criogeniche: tipicamente qualche decina di K.
Laser a elettroni liberi (FEL)
I laser a elettroni liberi abbreviato in FEL è un tipo di laser in cui il mezzo attivo consiste di elettroni di grandissima energia che si muovono liberamente in una struttura magnetica. La radiazione elettromagnetica prodotta copre un intervallo di frequenze che vanno dalle microonde fino ai raggi X. Sono in realtà delle sorgenti molto grandi, in quanto necessitano di acceleratore di particelle per portare gli elettroni a grandissime energie. Le potenze emesse sono molto intense e sono facilmente accordabili in frequenza. Esistono delle facility presenti anche in Italia in importanti centri di ricerca.

### Miscelatori di fotoni
Se due onde elettromagnetiche diverse incidono su un elemento non lineare vengono generate delle onde elettromagnetiche che sono la somma o la differenza delle armoniche principali. Il mescolamento di frequenze è una tecnica utilizzata nella tecnologia radio dove il diodo ha una funzione di separare le componenti. Su questo principio si basano molte sorgenti più o meno intense di onde elettromagnetiche al THz.
La prima possibilità è l'uso di due frequenze vicine di un laser nel visibile o nel vicino infrarosso. In questo caso la differenza delle due frequenze deve cadere nel THz. L'elemento non lineare utilizzato è in genere un Diodo Schottky, che ha una elevata velocità di commutazione, ma anche sono utilizzate giunzioni
"metallo-isolante-metallo" che hanno minore non linearità, ma essendo molto veloci più adatte per le alte frequenze. Se viene mescolato un segnale a microonde con frequenza variabile con un segnale di un laser al THz si riescono a ottenere frequenze variabili tra 1 e 3 THz. Vi è da aggiungere che questo tipo di generatori producono onde elettromagnetiche di bassa potenza pochi {\displaystyle \mu W\ }.
Anche laser a cascata quantica a infrarossi funzionanti a temperatura ambiente sono stati usati per produrre diverse centinaia di nanowatt al THz.

### Generatori di armoniche
Questa tecnica estende la tecnologie delle microonde al THz. Infatti nelle microonde è abbastanza facile ottenere potenze di frazioni di W o
con diodi a valanga o diodi Gunn. Il segnale viene amplificato e distorto e quindi vengono generate armoniche con potenza via via minore che aumenta la frequenza, ma esistono in commercio sistemi che grazie a questo meccanismo riescono a fornire
potenza di 1 mW fino a frequenze di 1,5 THz.

### Oscillatori a onda rovesciata
L'oscillatore a onda rovesciata è l'evoluzione del valvola da vuoto a onda progressiva, l'unica differenza è che la struttura a onda lenta è disegnata deliberatamente per avere un feedback che determina con precisione la frequenza in uscita. Oggetti di questo genere producono onde elettromagnetici anche di 1 mW, ma la massima frequenza ottenuta è di appena 1,4 THz.

### Girotroni
Un girotrone è un oscillatore che genera onde elettromagnetiche mediante la risonanza di ciclotrone degli elettroni.
Infatti la frequenza di rotazione degli elettroni in un campo magnetico uniforme è:
{\displaystyle f={\frac {\omega }{2\pi }}={\frac {eB}{2\pi m_{e}}}}
Dove {\displaystyle e\ }è la carica dell'elettrone, {\displaystyle m_{e}}la sua massa. Quindi per avere una frequenza di 1 THz è necessario un campo di 3,6 T. Per questa ragione in genere la frequenza dei girotroni è limitata a frazioni di THz
.

### Superconduttori ad alta temperatura critica
Le giunzioni Josephson sono utilizzate per standard di tensione in quanto per l'effetto Josephson vi è una corrispondenza biunivoca tra tensione costante nella caratteristica corrente tensione e la frequenza: 483597,9 GHz/V. In maniera reciproca una giunzione Josephson polarizzata in tensione genera onde elettromagnetiche. Il limite della frequenza generata è data dalla tensione che corrisponde alla energy gap per questa ragione superconduttori con temperature critiche di una decina di K possono generare onde elettromagnetiche di qualche decina di GHz. Nei superconduttori ad alta temperatura, avendo energy gap maggiore, possono generare onde elettromagnetica al THz. La difficoltà nel caso di questi materiali è la fabbricazione di giunzioni Josephson affidabili, con cristalli di BSCCO sono stati fabbricati dei generatori compatti.

### Effetto triboelettrico
Strappare rapidamente da una superficie del nastro adesivo genera radiazione terahertz non polarizzata, compresa tra 2 e 18 THz

### Grafene
È stato proposto l'utilizzo di strisce di grafene larghe da 10 a 100 nanometri e lunghe un micrometro, per fabbricare antenne che tramettono nel THz.

## Rivelatori
I rivelatori. sono dei trasduttori che convertono la radiazione entrante in un segnale ad esempio una tensione o una variazione di resistenza, ma anche lo spostamento di un fascio luminoso. Le caratteristiche di rivelatore sono in genere data dalla velocità di risposta, dal fattore di conversione potenza segnale e poiché il rumore è un effetto indesiderato ineliminabile viene in genere misurato il segnale che generale una risposta eguale al rumore in una banda di un hertz detto "Noise-equivalent power" (NEP).

### Rivelatori termici
Sono quei dispositivi che a causa della radiazione si scaldano e di conseguenza varia una qualche proprietà che viene misurata. Essi sono caratterizzati principalmente dalla capacità termica (C) e dalla potenza termica scambiata con l'ambiente (G) (ha le dimensioni di un conducibilità termica per una lunghezza), infatti il rapporto tra queste due grandezze {\displaystyle \tau =C/G\ }, che ha le dimensioni di un tempo, determina quanto rapidamente cambia la temperatura del dispositivo.

#### Termopile
In questo caso il rivelatore è costituito da molte termocoppie in serie che convertono per l'effetto Seebeck la differenza di temperatura tra le giunzioni fredde e quelle calde in una differenza di potenziale. Il rivelatore sono l'insieme delle giunzioni calde. Questo tipo di rivelatore è stato utilizzato nel passato, ma hanno scarsa sensibilità e riproducibilità.

#### Cella di Golay
La radiazione assorbita riscalda una piccola camera in cui è contenuto un gas nobile, in genere xenon; il contenitore ha una delle superfici costituita da una sottile lamina metallica che si deforma e quindi lo spostamento del raggio riflesso dalla lamina costituisce il segnale in uscita, il quale viene poi misurato da un fotodiodo. Le celle di Golay sono molto sensibili, con assorbimento costante in larga parte dello spettro, ma sono molto delicate e hanno un piccolo intervallo dinamico di funzionamento.

#### Piroelettrici
Alcuni materiale hanno un costante dielettrica relativa che varia con la temperatura. Quindi polarizzando a tensione costante un cristallo piroelettrico la potenza incidente viene convertita in una corrente proporzionale alla velocità con cui cambia la costante dielettrica relativa.
Sono molto usati specialmente nell'infrarosso in moltissime applicazioni comuni: come termometri non a contatto o rivelatori di fiamma. Ma la loro sensibilità è quasi pari a quella delle celle di Golay, ma sono molto più facili da utilizzare e sono venduti da molte ditte già integrati con un amplificatore.

#### Bolometri
In questo caso la conversione viene fatta tra potenza ingresso e resistenza elettrica. I bolometri sono da sempre i più diffusi rivelatori.
Si definisce coefficiente di temperatura la grandezza:
{\displaystyle \alpha ={\frac {1}{R}}{\frac {dR}{dT}}}
la responsività di un bolometro è tanto maggiore quanto più grande è tale coefficiente, nel caso dei semiconduttori è una grandezza negativa: cioè la resistenza diminuisce all'aumentare della temperatura.

##### Bolometri metallici
Il primo rivelatore di radiazione Terahertz è stato un bolometro metallico quello usato da Langley nel 1871 che consisteva di due strisce di platino ricoperte di nerofumo. La resistenza elettrica di tutti metalli aumenta con la temperatura e quindi misurando la variazione di resistenza Langley fu in grado di fare le prime misure nell'infrarosso. Attualmente, sono ancora utilizzati, in quanto mediante tecniche MEMS sono stati fabbricati microbolometri di titanio con NEP di {\displaystyle 5\ pW/{\sqrt {Hz}}}. La purezza del metallo è un requisito essenziale per avere una sensibilità fino a temperature di qualche decina di K.

##### Bolometri semiconduttori
Sono tra i più importanti bolometri in quanto il coefficiente di temperatura è molto grande e le tecniche di preparazione dei semiconduttori sono molto affidabili e riproducibili. In molti importanti esperimenti di astronomia come l'Herschel Space Observatory (fotocamera SPIRE) vi sono strumenti contenenti matrici di bolometri semiconduttori. Il materiale più usato è il germanio. Vengono utilizzati fino a temperature 4.2 K, potendo avere NEP di {\displaystyle 10^{-12}-10^{-13}\ W/{\sqrt {Hz}}}.

##### Bolometri superconduttori
Questo tipo di bolometro, negli ultimi 20 anni, ha avuto una grande diffusione. In questo caso si utilizza la transizione di temperatura di un superconduttore dallo stato superconduttore allo stato normale che avviene in un intervallo di temperatura di frazioni di K. Quindi questi bolometri hanno un coefficiente di temperatura molto grande. Mediante polarizzazione in tensione il sistema è elettricamente stabile in quanto la radiazione incidente fa aumentare la resistenza e automaticamente se è polarizzato in tensione diminuisce la potenza dissipata per effetto Joule,
. I bolometri superconduttori hanno i migliori NEP tra tutti i dispositivi termici potendo lavorare a temperature di poche decine di mK e utilizzando come preaplificatore criogenico sistemi di SQUID.

### Fotorivelatori
I fotorivelatori funzionano in maniera completamente diversa dai rivelatori termici, in quanto i fotoni interagiscono direttamente con gli elettroni del materiale, aumentando il loro numero e quindi la corrente che possono trasportare. I fotorivelatori nell'ambito del THz sfruttano i livelli quantizzati nei semiconduttori di poche decine di meV e quindi per potere utilizzare tali effetti bisogna avere i fotorivelatori a temperature di pochi K. In questo caso visto la conversione diretta da fotone a elettrone si utilizza come misura della qualità l'efficienza quantica cioè il rapporto tra elettroni prodotti e fotoni incidenti. Nella regione intorno a 3 THz viene utilizzato il germanio estrinseco drogato con gallio. Mentre nella regione al di sotto 0,5 THz viene usato l'antimoniuro di indio.

### Rivelatori a supereterodina
La rivelazione di segnali mediante supereterodina è la tecnica praticamente usata in tutti i ricevitori radio e televisivi. La tecnica consiste nel miscelare in un elemento non lineare il segnale da misurare con un segnale ad una frequenza simile (oscillatore locale) ben controllato in ampiezza, frequenza e fase. La presenza dell'elemento non lineare genera tra l'altro un segnale in uscita che ha una frequenza che è la differenza tra le frequenze dell'oscillatore locale e del segnale da rivelare, detta frequenza intermedia (IF).
Tale tecnica è utilizzata con successo anche nel THz. L'oscillatore locale è una delle sorgenti, descritte sopra, che deve avere una differenza in frequenza con il segnale da misurare di pochi GHz, in maniera che la frequenza intermedia sia di qualche GHz (microonde). Quindi per quanto riguarda la IF è possibile utilizzare comuni amplificatori (mentre non esistono amplificatori al THz). Inoltre si può essere estremamente selettivi in frequenza riducendo il rumore dovuta a segnali non utili. La difficoltà principale consiste nell'avere elementi non lineari a frequenze del THz, attualmente vi sono solo tre strutture che possono essere usate con successo come miscelatori i diodi Schottky, le strutture superconduttore-isolante-superconduttore e i bolometri a elettroni caldi (Hot Electron Bolometer, HEB). I rivelatori a supereterodina sono dei dispositivi abbastanza complessi che vengono usati per applicazioni specifiche. La figura di merito che viene usata per caratterizzare i rivelatori supereterodina è la temperatura di rumore che tiene conto di tutti gli stadi del dispositivo.

#### Diodi Schottky
Sono dei diodi formati dalla giunzione metallo semiconduttore che risultano particolarmente veloci se la dimensione della giunzione è molto piccola in maniera che la capacità sia dell'ordine di grandezza del fF. Realizzare giunzioni molto piccole e riproducibili è tuttora un grosso problema tecnologico, anche se si sono trovate brillanti soluzioni. I diodi Schottky possono anche essere usati come semplici raddrizzatori, la temperatura di rumore è di molte migliaia di kelvin.

#### Superconduttore-isolante-Superconduttore
Sono costituiti da una barriera tunnel isolante che separa due superconduttori, ma non viene usato l'effetto Josephson ma l'estrema non linearità della caratteristica se vengono polarizzate a tensioni pari a due volte l'energia di legame delle coppie di Cooper.
Da molti anni vengono studiati con successo tali dispositivi. Attualmente la missione Herschel Space Observatory utilizza tali giunzioni nello strumento a bordo HIFI (Heterodyne Instrument for the Far Infrared).
Sono i rivelatori eterodina con la più bassa temperatura di rumore, ma finora è stato possibile utilizzarli fino a 1,5 THz.

#### Bolometro
In questo caso si usano dei bolometri particolari, particolarmente veloci in quanto solo gli elettroni liberi interagiscono nel processo di assorbimento della radiazione al THz. Quindi tale rapidità è di frazioni di ps. Il bolometro ha una risposta non lineare, ma non risponde direttamente alla radiazione, ma genera una frequenza intermedia che può essere misurata e amplificata. Le temperature di rumore di questo tipo di rivelatore possono essere di qualche centinaio di kelvin.

## Materiali al THz

### Metalli
Tutti i metalli avendo resistività molto bassa per effetto pelle anche in fili sottili di poche decine di nm riflettono perfettamente la radiazione al THz, questo anche se la superficie metallica ha una rugosità elevata (una decina di µm), in quanto la lunghezza d'onda dei THz è compresa tra 30 e 1 mm (considerando l'intervallo maggiore). La maggior parte delle superfici metalliche sono perfettamente riflettenti. Per questa ragione è facile costruire specchi in questo campo di frequenze.

### Isolanti
La maggior parte delle sostanze isolanti hanno un forte assorbimento nella parte alta della radiazione al Terahertz. La figura 2 in cui è chiaramente visibile lo spettro di assorbimento dell'atmosfera è tipico di molte sostanze. Infatti a frequenze superiori a 1 THz la maggior parte delle sostanze ha un forte assorbimento ben descritto dalla legge di Lambert-Beer (che una legge empirica non sempre precisa):
{\displaystyle I_{1}=I_{0}\mathrm {e} ^{-\alpha d}}
Dove {\displaystyle I_{0}} è l'intensità iniziale,{\displaystyle I_{i}} è l'intensità dopo avere attraversato lo spessore {\displaystyle d} e  {\displaystyle \alpha } il coefficiente di attenuazione che ha le dimensioni di una {\displaystyle lunghezza^{-1}}. Per avere una idea nella tabella seguente sono elencati i coefficienti di attenuazione (a due frequenze) e gli indici di rifrazione (a una sola frequenza poiché varia poco con la frequenza) di alcuni materiali particolari con relativamente basso assorbimento. La tabella è tratta liberamente da figure sul libro Terahertz Techniques.
| Materiale                  | {\displaystyle \alpha (cm^{-1})\ a\ 2\ THz} | {\displaystyle \alpha (cm^{-1})\ a\ 5\ THz} | {\displaystyle n\ a\ 1\ THz} |
| -------------------------- | ------------------------------------------- | ------------------------------------------- | ---------------------------- |
| Teflon                     | 1,8                                         | 7                                           | 1,46                         |
| HDPE                       | 1,2                                         | 2,1                                         | 1,53                         |
| Mylar                      | 30                                          | 60                                          | 1,53                         |
| Silicio (alta resistività) | 0,04                                        | 0,7                                         | 3,4                          |
| Quarzo                     | 0,7                                         | 4                                           | 2,2                          |

La maggior parte delle sostanze ricche di acqua come le carta e il legno hanno coefficienti di assorbimento di molti ordini di grandezza maggiori: sono quindi praticamente opachi.
Altri materiali, compreso il vetro, la ceramica e la porcellana, sono forti assorbitori, avendo anche coefficienti di attenuazione anche di {\displaystyle \alpha \approx 80(cm^{-1})}a 1 THz.
Il silicio di alta resistività (come anche il germanio o il diamante) è un materiale che può essere usato in spessori relativamente grandi senza attenuare sensibilmente la radiazione al Terahertz. Anche se bisogna tenere conto della riflettività normale che è correlata all'indice di rifrazione (trascurando l'assorbimento) tramite la legge di Fresnel:
{\displaystyle R\approx \left({\frac {n-1}{n+1}}\right)^{2}}
Quindi il silicio riflette il 55% della radiazione incidente. Le plastiche anche se assorbono maggiormente la radiazione, riflettono in minore misura a causa del più piccolo di rifrazione.
I solidi cristallini presentano risonanze dovute alle interazioni intermolecolari di fonone. Le caratteristiche sono ampie, diverse decine di GHz, ma un solido organico tipico può avere tra le 2 e le 6 assorbimenti caratteristici nella gamma di frequenza da 0,5 a 5 T che può servire come una caratterizzazione del solido. Le caratteristiche spettrali variano in intensità con la temperatura, ma questi cambiamenti sono piccoli rispetto alle larghezze della linea alle condizioni ambientali standard.
Alcune sostanze, in genere gli alogenuri alcalini, hanno una banda stretta al Terahertz in cui l'indice di rifrazione cambia e contemporaneamente si ha un forte assorbimento (fenomeno noto come "effetto reststrahlen") e quindi sono dei naturali filtri passa banda.
Nei gas la radiazione Terahertz eccita principalmente i modi rotazionali delle molecole.. La struttura della linea spettrale è complicata a causa delle interazioni tra modi vibrazionali e modi rotazionali.
I conduttori liquidi, come l'acqua, hanno una riflettività del 40% a 100 GHz che scende rapidamente al 20% a circa 500 GHz e poi diminuisce, ma l'effetto principale è l'assorbimento per cui la penetrazione nell'acqua o nel corpo umano è solo di pochi millimetri. La pelle si comporta in modo analogo all'acqua con una riflettività un po' più bassa. I metalli riflettono in maniera perfetta.

## Ricerca

### Astronomia
La radiazione terahertz ha permesso agli astronomi di esaminare le nubi molecolari e le nebulose scure, con l'obiettivo di studiare il processo di formazione delle stelle dalla nascita stellare al collasso. Le osservazioni submillimetriche di queste nubi possono essere utilizzate per determinare gli elementi chimici e i meccanismi di raffreddamento per le molecole che li compongono. Inoltre, le osservazioni submillimetriche forniscono informazioni sui meccanismi di formazione e evoluzione delle galassie. L'ex Unione Sovietica ha lanciato i primi rivelatori bolometrici per le onde submillimetriche nel 1974 e ha operato per la prima volta nel 1978 sul primo telescopio a onde submillimetriche situato sulla stazione spaziale Salyut 6 per quattro mesi.
Sappiamo che l'atmosfera terrestre assorbe radiazione millimetrica e terahertz. Ci sono molte linee di assorbimento dai vari gas che costituiscono l'atmosfera, in particolare il vapore acqueo che ha un effetto forte e variabile a causa di grandi differenze nel suo contenuto, che si verificano a causa delle condizioni meteorologiche naturali. Wallace ha recentemente esaminato e aggiornato modelli di assorbimento atmosferico nell'intervallo da 10 GHz fino ai raggi ultravioletti (1000 THz). Da notare che le proprietà delle onde millimetriche e della radiazione propriamente terahertz sono molto diverse. Infatti alle lunghezze d'onda millimetriche l'atmosfera è caratterizzata da diverse zone dove l'assorbimento è modesto, ad esempio da 0,1 dB/km a 10 GHz che diventano 5 dB/km a 300 GHz. In condizioni molto umide e molto asciutte, l'assorbimento cambia di un ordine di grandezza. Tuttavia, a distanze di decine di metri questa assorbimento non è significativo. Un effetto più significativo è invece la variazione che l'assorbimento atmosferico porta alla temperatura effettiva del cielo, infatti il meccanismo di contrasto principale in un'immagine a onde millimetriche all'esterno è riflesso dal cielo freddo e la temperatura apparente del cielo aumenta rapidamente verso la temperatura ambiente a frequenze superiori a 200-300 GHz, riducendo il contrasto disponibile nelle immagini esterne a frequenze più alte. Proseguendo nella regione terahertz, vediamo che l'assorbimento atmosferico diventa progressivamente più notevole e aumenta il numero di linee di assorbimento del vapore acqueo. Per questa ragione nell'ingegneria delle telecomunicazioni, l'atmosfera è stata considerata opaca alle frequenze terahertz. A distanze inferiori a poche decine di metri, ci sono delle bande di frequenza dove l'atmosfera è abbastanza trasparente per consentire l'individuazione di oggetti nascosti. Inoltre, le linee del vapore acqueo sono abbastanza strette e hanno posizioni note, per consentire l'eliminazione del loro effetto nelle applicazioni spettroscopiche.

Le antenne dell'Atacama Large Millimeter Array.

Dunque il luogo ideale per osservare la radiazione terahertz è un luogo asciutto, fresco, con condizioni meteorologiche stabili e lontano dai centri urbani. Tra i siti che operano in queste condizioni ci sono: l'osservatorio di Mauna Kea, l'Osservatorio di Llano de Chajnantor sull'altopiano di Atacama (Cile), il Polo Sud e l'Hanle in India (sito dell'Himalaya). I confronti mostrano che tutti e quattro i siti sono eccellenti per l'astronomia submillimetrica, e di questi siti Mauna Kea è il più stabile e il più accessibile.
Il sito dell'Osservatorio Llano de Chajnantor ospita l'esperimento Atacama Pathfinder Experimental (APEX), il più grande telescopio submillimetrico operante nell'emisfero meridionale e il più grande progetto astronomico sulla terra, e l'Atacama Large Millimeter Array (ALMA), un interferometro per osservazioni di lunghezza d'onda submillimetriche di 54 radio telescopi da 12 metri e 12 radio telescopi da 7 metri. Il Submillimeter Array (SMA) è un altro interferometro situato a Mauna Kea, composto da 8 telescopi da 6 metri di diametro. Il più grande telescopio submillimetrico esistente è il telescopio James Clerk Maxwell che si trova anche su Mauna Kea.
Il satellite Astronomy Wave Submillimeter (SWAS) è stato lanciato in orbita non molto lontana dalla Terra il 5 dicembre 1998 come una delle missioni del programma Small Explorer Program (SMEX) della NASA. La missione della nave spaziale è di studiare le nubi molecolari giganti e i centri delle nubi scure. L'obiettivo di SWAS è di individuare le cinque linee spettrali: acqua, acqua isotopica, monossido di carbonio isotopico, ossigeno molecolare e carbonio neutro. Il satellite SWAS è stato utilizzato nel giugno del 2005 come supporto per la missione Deep Impact della NASA. Infatti il satellite è riuscito a fornire i dati della produzione dell'acqua sulla cometa osservata.
Nel 2009 l'Agenzia spaziale europea ha lanciato una missione spaziale nota come Herschel Space Observatory. Il telescopio è formato da uno specchio più grande mai lanciato nello spazio e studia le radiazioni nel lontano infrarosso e nella banda submillimetrica. Anziché entrare in un'orbita della Terra, il telescopio Herschel entrò in un'orbita di Lissajous intorno al punto di Lagrange L2, il secondo punto Lagrangiano del sistema Terra-Sole. L2 si trova a circa 1,5 milioni di km dalla Terra in questo modo il posizionamento del telescopio riduce l'interferenza dalla Terra e dal Sole con le radiazioni infrarosse e quelle del visibile. La missione di Herschel si concentra principalmente sulle origini delle galassie e sulla formazione galattica.

### Medicina
Un team di fisici britannici ha annunciato nel 2004 di aver sviluppato una tecnica per rilevare la presenza di tumori della pelle e di altri tumori epiteliali non visibili ad occhio nudo. La tecnica, che si basa sulle radiazioni terahertz, potrebbe rappresentare un'alternativa efficace e non invasiva ai metodi convenzionali utilizzati per diagnosticare questi tumori. L'85% di tutti i tumori si trova nell'epitelio, ovvero sopra o in prossimità della pelle, ma le loro piccole dimensioni ne rendono difficile l'individuazione. Inoltre, i tessuti della pelle devono essere rimossi chirurgicamente per l'analisi. La tecnica sviluppata da Emma Pickwell e colleghi dell'Università di Cambridge e della TeraView sfrutta invece il fatto che l'acqua assorbe fortemente le radiazioni di frequenza compresa fra 0.1 e 3 terahertz. Poiché i tessuti cancerosi tendono ad avere un maggior contenuto d'acqua rispetto a quelli sani, le radiazioni terahertz potrebbero essere usate per differenziare fra i due tipi di tessuto.
Alcune frequenze di radiazione terahertz possono essere utilizzate per l'imaging 3D dei denti e può essere più precisa rispetto alla convenzionale formazione di immagini a raggi X in odontoiatria. L'equipe del progetto di TRE (Toshiba Research Europe) afferma che utilizzando la radiazione terahertz si può rivelare lo spessore dello smalto di un dente.
Oltre l'odontoiatria, la radiazione terahertz può essere utilizzata per esaminare altri tessuti del corpo, ma sono possibili anche applicazioni non mediche. Infatti il progetto TRE ha dimostrato l'utilità della radiazione terahertz nel controllo di qualità dei prodotti alimentari, nella produzione di chip elettronici e nell'individuazione di oggetti nascosti nei contenitori.
Uno studio pubblicato nel 2010 e condotto da Boian S. Alexandrov e dai suoi colleghi al Centro per gli Studi Nonlineari al Laboratorio Nazionale Los Alamos nel New Mexico ha creato modelli matematici che prevedono come le radiazioni terahertz interagiscano con il DNA a doppio filamento, dimostrando che anche se le forze coinvolte sembrano essere minuscole, le risonanze non lineari (anche se molto meno probabili di formare rispetto alle risonanze comuni meno potenti) potrebbero consentire alle onde del terahertz di "sbloccare il DNA a doppio filamento, generando bolle nel doppio filamento che potrebbero interferire in modo significativo con processi quali espressione genica e replicazione del DNA ". La verifica sperimentale di questa simulazione non è stata fatta. Una recente analisi di questo lavoro conclude che le bolle del DNA non si verificano in base a ipotesi fisiche ragionevoli o se si considerano gli effetti della temperatura. Va anche notato che l'intensità dei raggi T raggiunge meno di 1% nel primo 500 µm di pelle.
È stata studiata la mutagenicità e la genotossicità in alcuni batteri che sono stati esposti per 5-15 minuti a una radiazione Terahetz di 2,3 THz prodotta da un laser a elettroni liberi. Però non è stata trovata nessuna differenza significativa tra le cellule esposte e quelle non esposte alla radiazione, questo indica che la radiazione di THz non è né mutagena né genotossica. Tuttavia si è osservato che questa radiazione incide sul metabolismo cellulare.

### Sicurezza
Come scritto precedentemente, la radiazione Terahertz, al di sotto di 1 THz, può penetrare tessuti e materiali plastici, in questo modo può essere utilizzata in sorveglianza, come un controllo di sicurezza, per individuare da lontano le armi nascoste su una persona. Questo è particolarmente interessante perché molti materiali di interesse, come le droghe e gli esplosivi, hanno uno spettro caratteristico nella fascia terahertz. Questo offre la possibilità di combinare l'identificazione spettrale con l'imaging. Nel 2002, la squadra Star Tiger dell'Agenzia spaziale europea (ESA), con sede a Rutherford Appleton Laboratory (Oxfordshire, Regno Unito), ha prodotto la prima immagine passiva di terahertz di una mano. Nel 2004, ThruVision Ltd, un prolungamento del Consiglio per il Laboratorio Centrale dei Consigli di Ricerca (CCLRC) Rutherford Appleton Laboratory, aveva mostrato la prima macchina compatta di THz per il controllo di sicurezza. Il prototipo ha rilevato delle pistole e degli esplosivi nascosti sotto i vestiti.

### Uso scientifico e imaging
La spettroscopia nella radiazione terahertz può fornire nuove informazioni in chimica e biochimica.
I metodi recentemente sviluppati di spettroscopia THz e tomografia THz si sono dimostrati in grado di eseguire misure e ottenere immagini da materiali opachi nella regione del visibile e vicino all'infrarosso. L'utilità di THz è limitata quando il campione è molto sottile o ha una bassa assorbanza, in quanto è molto difficile distinguere le variazioni dell'impulso THz causato dal campione da quelle causate da fluttuazioni a lungo termine di una sorgente laser. Tuttavia, il THz produce radiazioni coerenti e spettrali, in modo che tali immagini possano contenere delle informazioni di gran lunga maggiori di un'immagine convenzionale formata da una sorgente a frequenza singola.
Le onde submilimetriche sono utilizzate nella fisica per studiare i materiali in alti campi magnetici, poiché in tali campi (a circa 11 tesla), la Precessione di Larmor dello spin elettronico è nella regione submillimetrica. Molti laboratori che lavorano con un campo magnetico alto eseguono questi esperimenti ad alta frequenza (Risonanza paramagnetica elettronica), come il National High Magnetic Field Laboratory (NHMFL) in Florida.
La radiazione Terahertz può inoltre permettere agli archeologi di individuare i murales nascosti sotto l'intonaco o la vernice degli edifici storici senza danneggiarli. Alcuni ricercatori affermano che i raggi T possono anche individuare gli schizzi a matita sotto i dipinti di una tela senza danneggiare l'opera. Tuttavia non tutti i materiali possono essere rilevati, tale radiazione infatti non può rilevare certi materiali artistici come la grafite, il sanguigno e il gesso rosso.
Il terahertz può essere utilizzato per l'ispezione degli oggetti confezionati ma il suo difetto è la bassa risoluzione per i controlli importanti. Ovviamente la risoluzione dei raggi X è superiore all'imaging del terahertz, ma la radiografia è ionizzante e può imporre effetti nocivi su determinati oggetti come semiconduttori e tessuti vivi. Per superare la bassa risoluzione dei sistemi terahertz, i sistemi di imaging vicino a terahertz sono ancora in fase di sviluppo. Nell'imaging in prossimità del campo il rivelatore deve trovarsi molto vicino alla superficie del piano e quindi l'imaging degli oggetti molto imballati potrebbe non essere fattibile. Si potrebbe aumentare la risoluzione considerando i raggi laser con frequenze superiori a terahertz che vengono utilizzati per eccitare le giunzioni p-n in oggetti semiconduttori, queste giunzioni eccitate generano una radiazione terahertz, a condizione che i loro contatti siano ininterrotti, in questo modo si possano rilevare i dispositivi danneggiati.. In questo approccio, poiché l'assorbimento aumenta in modo esponenziale con la frequenza, non è possibile eseguire l'ispezione dei semiconduttori impacchettati. Di conseguenza, occorre trovare un compromesso tra la risoluzione raggiungibile e lo spessore della penetrazione del fascio nel materiale da imballaggio.

### Comunicazione
Nel 2011, una squadra di ricerca dell'Università di Osaka ha prodotto un chip in grado di trasmettere 1,5 Gbit / s, tale dispositivo utilizzava onde terahertz per la trasmissione dati.
Nel maggio del 2012, una squadra di ricercatori dell'Istituto di Tecnologia di Tokyo ha raggiunto un nuovo record per la trasmissione dati wireless utilizzando i raggi T e ha proposto di utilizzarli per la trasmissione dati in futuro. La velocità di trasferimento dati è 20 volte superiore al migliore wi-fi comunemente usato. Il dispositivo Proof of concept della squadra utilizzava un oscillatore a resistenza negativa di diodi a tunnel risonante (RTD) per produrre onde nella fascia del terahertz. Con questo RTD, i ricercatori hanno inviato un segnale di 542 GHz, ottenendo una velocità di trasferimento dati di 3 Gigabyte al secondo. Lo studio ha suggerito che il Wi-Fi che utilizza il sistema sarebbe limitato a circa 10 metri ma potrebbe consentire una trasmissione di dati fino a 100 Gbit / s. Il team sta ora lavorando per migliorare il proprio dispositivo e di prolungare la sua gamma nel regime terahertz, oltre ad aumentare la potenza prodotta.

### Sicurezza
La regione terahertz è tra la regione di frequenza radio e la regione ottica generalmente associata ai laser. Sia la norma di sicurezza RF IEEE che la norma di sicurezza laser ANSI hanno limiti nella regione terahertz, ma entrambi i limiti di sicurezza sono basati sull'estrapolazione. Si pensa che gli effetti sui tessuti siano naturali e quindi prevedibili con modelli termici convenzionali. Sono in corso ricerche per raccogliere dati per popolare questa regione dello spettro e convalidare i limiti di sicurezza.